# 长叶卫矛
长叶卫矛（学名：Euonymus kwangtungensis）是卫矛科卫矛属的灌木植物，是中国的特有植物，約於1850年在香港跑馬地首先發現。分布在香港的馬鞍山和梅子林、广东等地，生长于海拔890米的地区，多生于山坡以及山谷丛林中阴湿处，目前尚未由人工引种栽培。